# Ma Hongbin
Ma Hongbin (Xiao'erjing: ﻣَﺎ  ﺡْﻮ بٍ‎, 14 de septiembre de 1884-21 de octubre de 1960), fue un prominente señor de la guerra chino musulmán que estuvo activo mayormente durante la Era de los señores de la guerra en la China de la primera mitad del siglo XX, siendo además parte de la Camarilla Ma. Fue gobernador de las provincias de Gansu y Ningxia durante cortos períodos de tiempo.

## Biografía

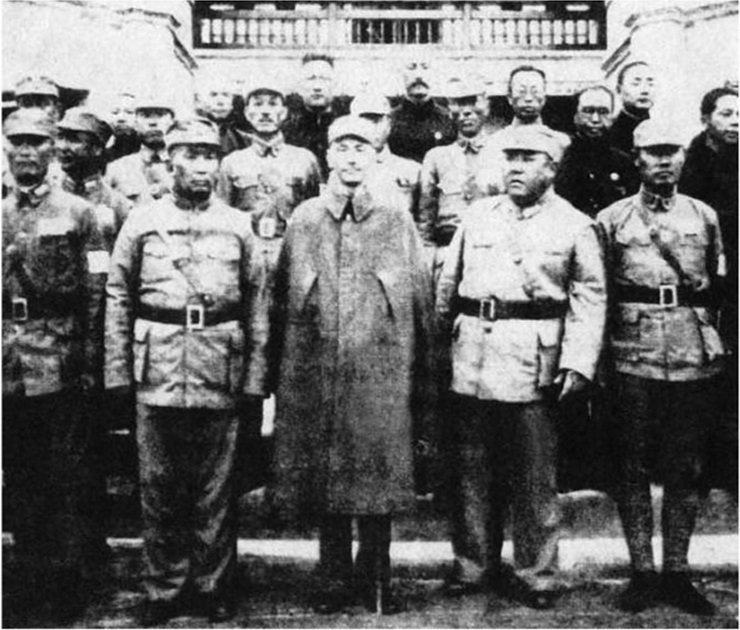
Chiang Kai-shek, líder de China, al centro, se encuentra con los generales musulmanes Ma Hongbin (segundo a la izquierda), y Ma Hongkui (segundo a la derecha) en Ningxia, agosto de 1942.

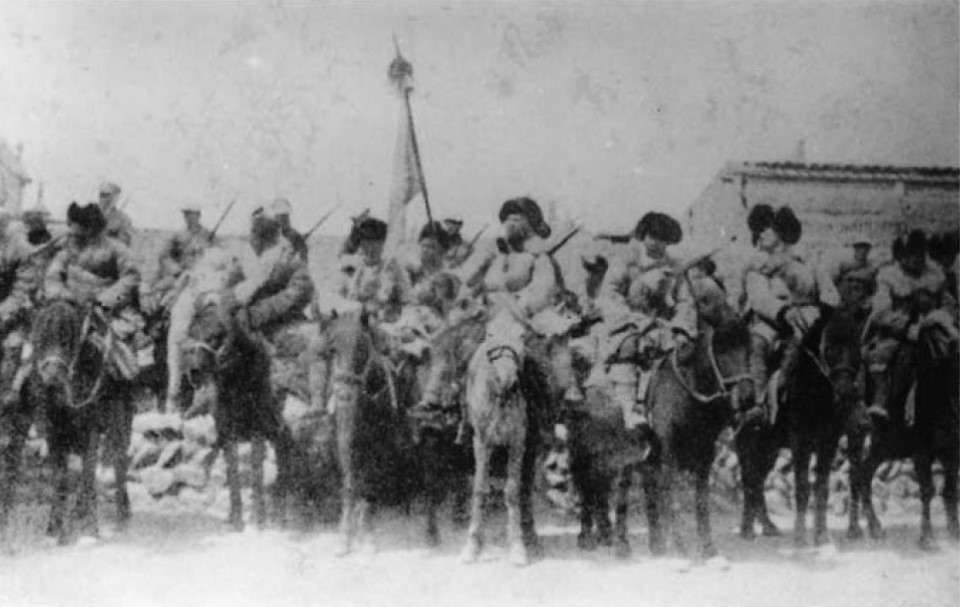
China noroccidental en 1939, las tropas chinas musulmanas se reúnen para combatir a los japoneses

Ma nació en la aldea de Hanchiachi, en Linxiá, Gansu. Era hijo de Ma Fulu quien murió en 1900 mientras luchaba contra los invasores extranjeros en la Batalla de Pekín (1900) durante la Rebelión Bóxer. Siendo sobrino de Ma Fuxiang, siguió a este cuando se unió al ejército y posteriormente también a Feng Yuxiang. Junto a Ma Fuxiang protegió una misión católica en Sandaohe del ataque de los Gelaohui, y recibió la Orden de Leopoldo de Bélgica Durante el Conflicto musulmán en Gansu (1927–30), en el contexto de la Guerra de las Planicies Centrales, el general musulmán Ma Tingxiang fue atacado por Ma Hongbin, quien prestaba servicio en la administración de Feng en Ningxiá.
Gracias a su cooperación con Chiang Kai-shek, fue nombrado comandante de la 22.ª División del 24.º Ejército, perteneciente al Ejército Nacional Revolucionario. Fue Gobernador de Ningxia entre 1921 y 1928 y Jefe del gobierno de Ningxia en 1930. Sin embargo, Ma Hongbin perdió la lucha de poder con su primo Ma Hongkui, hecho que fue aprovechado por Chiang Kai-shek para sacar ventaja previniendo la derrota total de Hongbin. En 1930, Chiang nombró a Ma Hongbin Jefe del Consejo Provincial de Gansu, cargo que ostentó hasta 1931. El control de Hongbin sobre Gansu fue muy limitado, pues la provincia estuvo mayormente controlada por su rival Ma Zhongying. Incluso después de que Zhongying partiera a la Unión Soviética en julio de 1934, el ejército y la población civil de Gansu se mantuvieron leales a Zhongying.[cita requerida] Hongbin ayudó a Ma Hongkui a repeler la invasión de Ningxia ejecutada por las tropas de Sun Dianying a comienzos de 1934.
Los japoneses planearon invadir Ningxia desde Suiyuan en 1939 para crear un estado títere Hui. Al año siguiente, en 1940, los japoneses sufrieron una derrota militar a manos de Ma Hongbin, quien provocó el colapso de su plan. Las tropas Hui musulmanas de Ma Hongbin lanzaron ataques posteriores contra los japoneses, como la batalla de Suiyuan occidental.
Se convirtió en el comandante del 81.er Cuerpo durante la segunda guerra sino-japonesa y la Segunda Guerra Mundial. En 1940, en la Batalla de Wuyuan, Ma Hongbin lideró al 81.er Cuerpo contra los japoneses. Las fuerzas japonesas fueron derrotadas por las fuerzas chinas musulmanas y Wuyuán fue recuperada. A lo largo de la guerra, Ma Hongbin continuó sus operaciones militares contra los japoneses y sus aliados mongoles.
El ejército de Ma Hongbin era feudal y basaba su poder en los clanes. En el 81.er Cuerpo bajo su mando, su jefe de Estado Mayor era su cuñado, Ma Chiang-liang.
La Asociación Asiático-Americana reportó que él comandaba el 84.º Cuerpo de Ejército.
Tras la guerra, se convirtió en asesor importante del cuartel general del Ejército del Noroeste. Cuando su primo Ma Hongkui renunció a sus cargos y huyó a Taiwán, dichos cargos fueron transferidos a Ma Hongbin. En 1949, durante la guerra civil china, cuando el Ejército Popular de Liberación se acercaba al noroeste, Ma Hongbin y su hijo Ma Dunjing se pasaron al bando comunista junto al 81.er Cuerpo. Fue nombrado vicejefe y posteriormente vicegobernador de la Provincia de Gansu. También fue vicedirector de la Comisión de Asuntos Étnicos así como miembro de la Comisión Nacional de Defensa de la República Popular China. Falleció en Lanzhou, Gansu, el 21 de octubre de 1960.

## Familia
El padre de Ma Hongbin era Ma Fulu, y su primo era Ma Hongkui. Sus tíos eran Ma Fuxiang, Ma Fushou, y Ma Fucai. Su abuelo era Ma Qianling.
El hijo de Ma Hongkui era el General Ma Dunjing (1906-1972), tres de sus sobrinos fueron los Generales Ma Dunhou (Ma Tun-hou, escrito incorrectamente como Ma Tung-hou) 馬敦厚, Ma Dunjing (1910-2003), y Ma Dunren (Ma Tun-jen) 馬敦仁.

## Carrera
- 1921 - 1928 gobernador de la Provincia de Ningxia
- 1928 - comandante de la 22.ª División
- 1930 jefe del Gobierno de la Provincia de Ningxia
- 1930 - 1931 jefe del Consejo Provincial de Gansu
- 1938 - 1945 general del 81.er Cuerpo
- 1940 - 1941 comandante en Jefe del 17.º Grupo del Ejército
- Segundo comandante del 15.º Grupo del Ejército